# IC 633
IC 633 је спирална галаксија у сазвјежђу Секстант која се налази на листи објеката дубоког неба у Индекс каталогу.
Деклинација објекта је - 0° 23' 19" а ректасцензија 10h 39m 24,1s. Привидна величина (магнитуда) објекта IC 633 износи 13,9 а фотографска магнитуда 14,8. IC 633 је још познат и под ознакама UGC 5796, MCG 0-27-37, CGCG 9-94, ARAK 250, PGC 31691.